# George M. Bibb

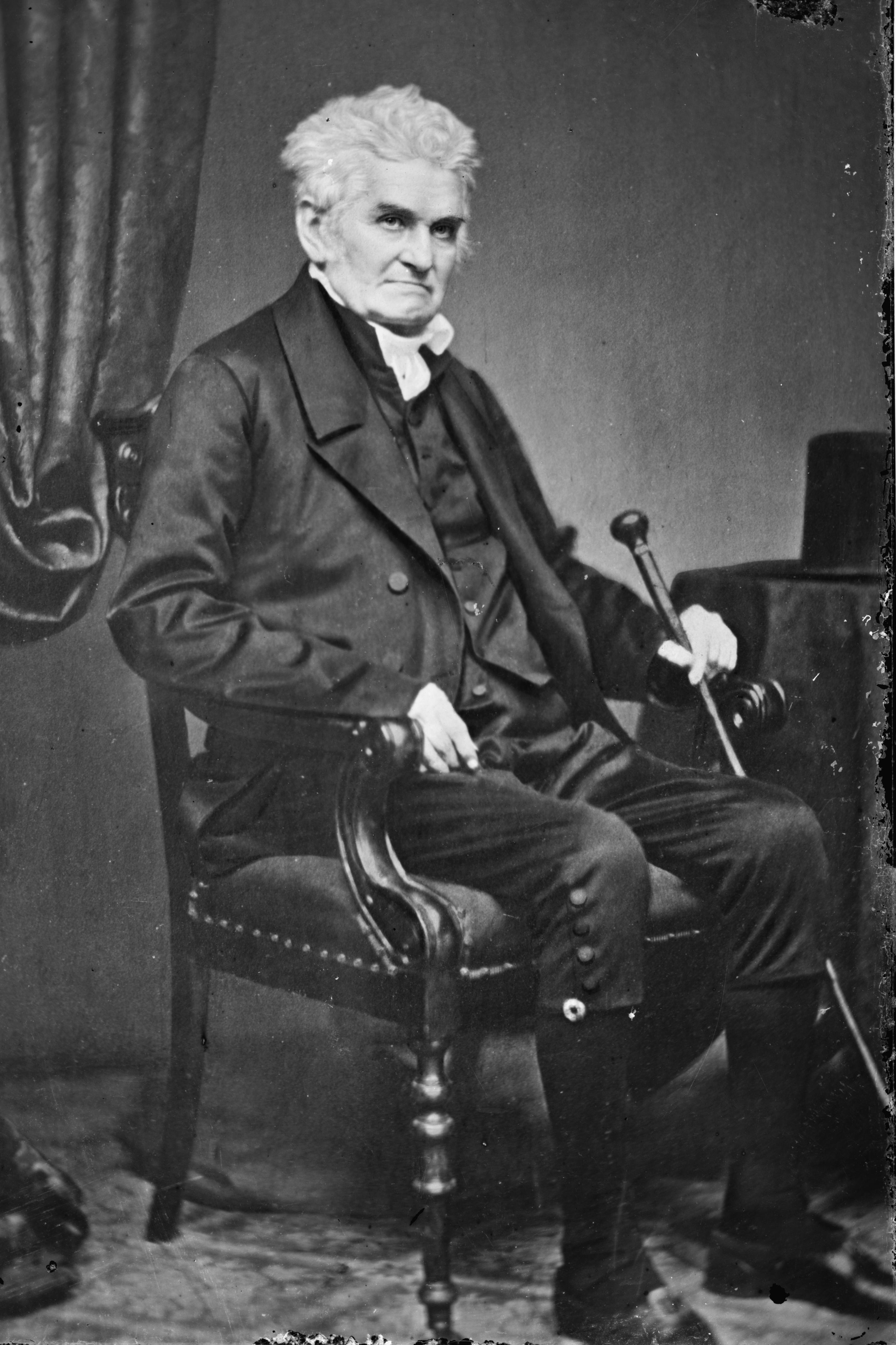
George M. Bibb

George Mortimer Bibb (* 30. Oktober 1776 in Prince Edward County, Virginia; † 14. April 1859 in Georgetown (Washington, D.C.)) war ein US-amerikanischer Richter, Politiker, Senator und Finanzminister.

## Studium und berufliche Laufbahn
Nach einem allgemeinbildenden Studium am Hampden–Sydney College, dem College of New Jersey, das er 1792 mit einem Bachelor of Arts (B.A.) abschloss, sowie dem College of William & Mary absolvierte er ein Studium der Rechtswissenschaften. Nach der Zulassung zum Rechtsanwalt war er zunächst in Virginia tätig. Anschließend eröffnete er 1798 eine eigene Kanzlei in Lexington. Von 1807 bis 1808 war er als Nachfolger von Joseph Hamilton Daviess erstmals Bundesstaatsanwalt für den Distrikt von Kentucky; dieses Amt übte er später noch einmal von 1819 bis 1824 aus.
1808 erfolgte seine Berufung zum Richter am Berufungsgericht von Kentucky (Court of Appeals), dessen Präsident er nach der Ernennung durch seinen Schwiegervater, dem damaligen Gouverneur Charles Scott, erstmals von 1809 bis 1810 für eine kurze Zeit war. Nach seinem Ausscheiden aus dem Senat 1814 kehrte er zunächst als Rechtsanwalt nach Lexington zurück und gründete dann zwei Jahre später eine Kanzlei in Frankfort. Von 1827 bis 1828 war er erneut Präsident des Berufungsgerichts von Kentucky.
Nach seinem erneuten Ausscheiden aus dem Senat fungierte er zwischen 1835 und 1844 als Kanzler des Kanzleigerichts von Louisville.
Nachdem er aus dem Amt des Finanzministers ausgeschieden war, ließ er sich als Rechtsanwalt in Washington, D.C. nieder und war in den folgenden Jahren zeitweise Berater des Justizministeriums.

## Politische Laufbahn

### Parlamentarier in Kentucky und US-Senator
Nach seiner endgültigen Niederlassung in Kentucky begann er 1806 seine politische Laufbahn. Nach einer erfolglosen Kandidatur zum US-Senat wurde er Abgeordneter im Repräsentantenhaus von Kentucky, in das er 1810 und 1817 wiedergewählt wurde. 1811 erfolgte seine Wahl zum Senator. Als solcher vertrat er bis 1814 die Interessen seines Staates.
1829 wurde er erneut zum Senator für Kentucky gewählt. Als Anhänger der vom neugewählten Präsidenten Andrew Jackson gegründeten Demokratischen Partei gehörte er dem Kongress diesmal bis 1835 eine vollständige Wahlperiode an. Vom 4. März 1829 bis zum 3. März 1931 war er Vorsitzender des Senatsausschusses für Postämter und Poststraßen.

### Finanzminister unter Präsident Tyler

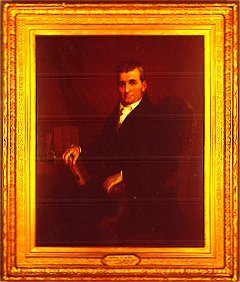
Porträt von G.M. Bibb im Finanzministerium

Am 4. Juli 1844 berief ihn Präsident John Tyler als Nachfolger von John Canfield Spencer zu seinem vierten und letzten Finanzminister seiner vierjährigen Amtszeit in das Kabinett.
Zu diesem Zeitpunkt war er einer der ältesten Minister, die bisher in dieses Amt berufen wurden. In seinem Jahresbericht 1844 stellte er nicht nur die historische Entwicklung der Staatsfinanzen der USA seit 1789 dar, sondern schlug auch die Einrichtung von ständigen Bankguthaben zu einem Fonds vor, deren Erträge zum Abbau der Staatsverschuldung dienen sollten. Andererseits sollten durch Steuern und Zöllen die Staatseinnahmen ansteigen. Allerdings gelang es Bibb in seiner kurzen Amtszeit nicht den Fonds wiederzubeleben, der zwischen 1789 und 1835 bereits bestand und durch den die Staatsverschuldung dieser Jahre abgebaut werden konnte.
Mit dem Ende der Amtszeit von Präsident Tyler am 7. März 1844 schied er aus dem Finanzministerium aus.

## Veröffentlichungen
- Reports of Cases at Common Law and in Chancery in the Kentucky Court of Appeals. 1808–1811

## Nachleben
Die United States Coast Guard benannte 1936 das Küstenwachschiff USCGC Bibb (WPG-31) zu seinen Ehren.